# Brot (sèrie de televisió islandesa)
Brot (en català Delicte) o The Valhalla Murders en la seva denominació internacional, és una sèrie de televisió islandesa creada i emesa pel canal estatal RÚV el 26 de desembre de 2019 i per Netflix a partir del 2020.
Es tracta de la primera sèrie islandesa presentada per Netflix. Està basada, amb la llicència artística habitual, en un esdeveniment real ocorregut a finals de la dècada de 1940 en una institució de titularitat estatal, tal com es descriu en el lloc web MEAWN.

## Argument
Arnar, investigador de la policia d'Oslo és requerit per la policia islandesa per assistir en la investigació del que sembla el primer assassí en sèrie del país. Juntament amb la investigadora encarregada del cas, Kata, aniran descobrint que les víctimes, inicialment inconnexes, acaben relacionades per una casa d'acollida de menors anomenada Valhalla on es van produir uns fets terrorífics 35 anys enrere.

## Repartiment

### Principal
- Nína Dögg Filippusdóttir com a Kata, investigadora encarregada del cas.
- Björn Thors com a Arnar, investigador de la policia noruega.
- Sigurður Skúlason com a Magnús, cap de la policia islandesa.
- Arndís Hrönn Egilsdóttir com a Hugrún.
- Bergur Ebbi Benediktsson com a Erlingur, oficial de policia especialista en informàtica.
- Aldís Amah Hamilton com a Dísa, oficial de policia.
- Anna Gunndís Guðmundsdóttir com a Selma, periodista de televisió.
- Edda Björgvinsdóttir com a Svava.
- Gunnar Bersi Björnsson com a Hugrún.
- Ottó Gunnarsson com a Tóti.
- Valur Freyr Einarsson com a Egill.
- Víkingur Kristjánsson com a Hákon.

### Secundari
- Kristín Þóra Haraldsdóttir com a Laufey, germanar de l'Arnar.
- Gunnar Hansson com a Leifur, marit de la Laufey.
- Gunnar Jónsson com a Viðar.
- Sigurður Sigurjónsson com a Pétur, fiscal general.
- Þór Tulinius com a Kristján.
- Laufey Elíasdóttir com a Esther.
- Hanna María Karlsdóttir com a Elsa.
- Stefán Hallur Stefánsson com a Steinþór.
- Þrúður Vilhjálmsdóttir com a Jóhanna.
- Damon Younger com a Ragnar.
- Guðlaug Ólafsdóttir com a Gerður.

## Episodis
| 1 | 1 | "Never before seen"   | Thordur Palsson      | Ottar Nordfjord, Thordur Palsson, Kristinn Thordarson, Davíd Óskar Ólafsson i Margrét Örnólfsdóttir |  |  |
|   |   |                       |                      | |  |  |
| 2 | 2 | "The return"          | Thordur Palsson      | Ottar Nordfjord, Thordur Palsson, Kristinn Thordarson, Davíd Óskar Ólafsson i Margrét Örnólfsdóttir |  |  |
|   |   |                       |                      | |  |  |
| 3 | 3 | "Valhalla"            | Davíd Óskar Ólafsson | Ottar Nordfjord, Thordur Palsson, Kristinn Thordarson, Davíd Óskar Ólafsson i Margrét Örnólfsdóttir |  |  |
|   |   |                       |                      | |  |  |
| 4 | 4 | "Scars"               | Davíd Óskar Ólafsson | Ottar Nordfjord, Thordur Palsson, Kristinn Thordarson, Davíd Óskar Ólafsson i Margrét Örnólfsdóttir |  |  |
|   |   |                       |                      | |  |  |
| 5 | 5 | "In Plain Sight"      | Thordur Palsson      | Ottar Nordfjord, Thordur Palsson, Kristinn Thordarson, Davíd Óskar Ólafsson i Margrét Örnólfsdóttir |  |  |
|   |   |                       |                      | |  |  |
| 6 | 6 | "Hidden Place"        | Thora Hilmarsdottir  | Ottar Nordfjord, Thordur Palsson, Kristinn Thordarson, Davíd Óskar Ólafsson i Margrét Örnólfsdóttir |  |  |
|   |   |                       |                      | |  |  |
| 7 | 7 | "Crossroads"          | Thora Hilmarsdottir  | Ottar Nordfjord, Thordur Palsson, Kristinn Thordarson, Davíd Óskar Ólafsson i Margrét Örnólfsdóttir |  |  |
|   |   |                       |                      | |  |  |
| 8 | 8 | "Monster in the Dark" | Thordur Palsson      | Ottar Nordfjord, Thordur Palsson, Kristinn Thordarson, Davíd Óskar Ólafsson i Margrét Örnólfsdóttir |  |  |
|   |   |                       |                      | |  |  |